# Sabiñán
Sabiñán là một đô thị ở tỉnh Zaragoza, Aragon, Tây Ban Nha. Theo điều tra dân số 2004 của Viện thống kê Tây Ban Nha (INE), đô thị này có dân số là 809 người. Diện tích đô thị này là 15 ki-lô-mét vuông. Sabiñán cách thủ phủ Zaragoza 72 km. Đô thị này nằm ở độ cao 451 m trên mực nước biển.

## Biến động dân số
| 1991 |  | 1996 |  | 2001 |  | 2004 |
| ---- |  | ---- |  | ---- |  | ---- |
| 1056 |  | 997  |  | 921  |  | 809  |